# Casimiroa sapota
Casimiroa sapota är en vinruteväxtart som beskrevs av Oerst.. Casimiroa sapota ingår i släktet Casimiroa och familjen vinruteväxter. Inga underarter finns listade i Catalogue of Life.